# کاکتوس‌های پرخار
کاکتوس‌های پُرخار (نام علمی: Echinopsis) نام یک سرده از تیره کاکتوس است.

## نگارخانه

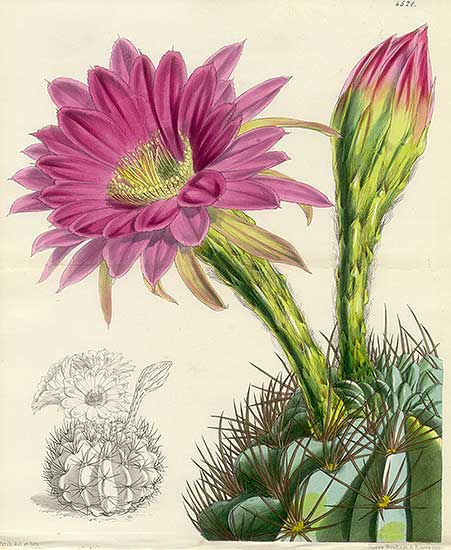
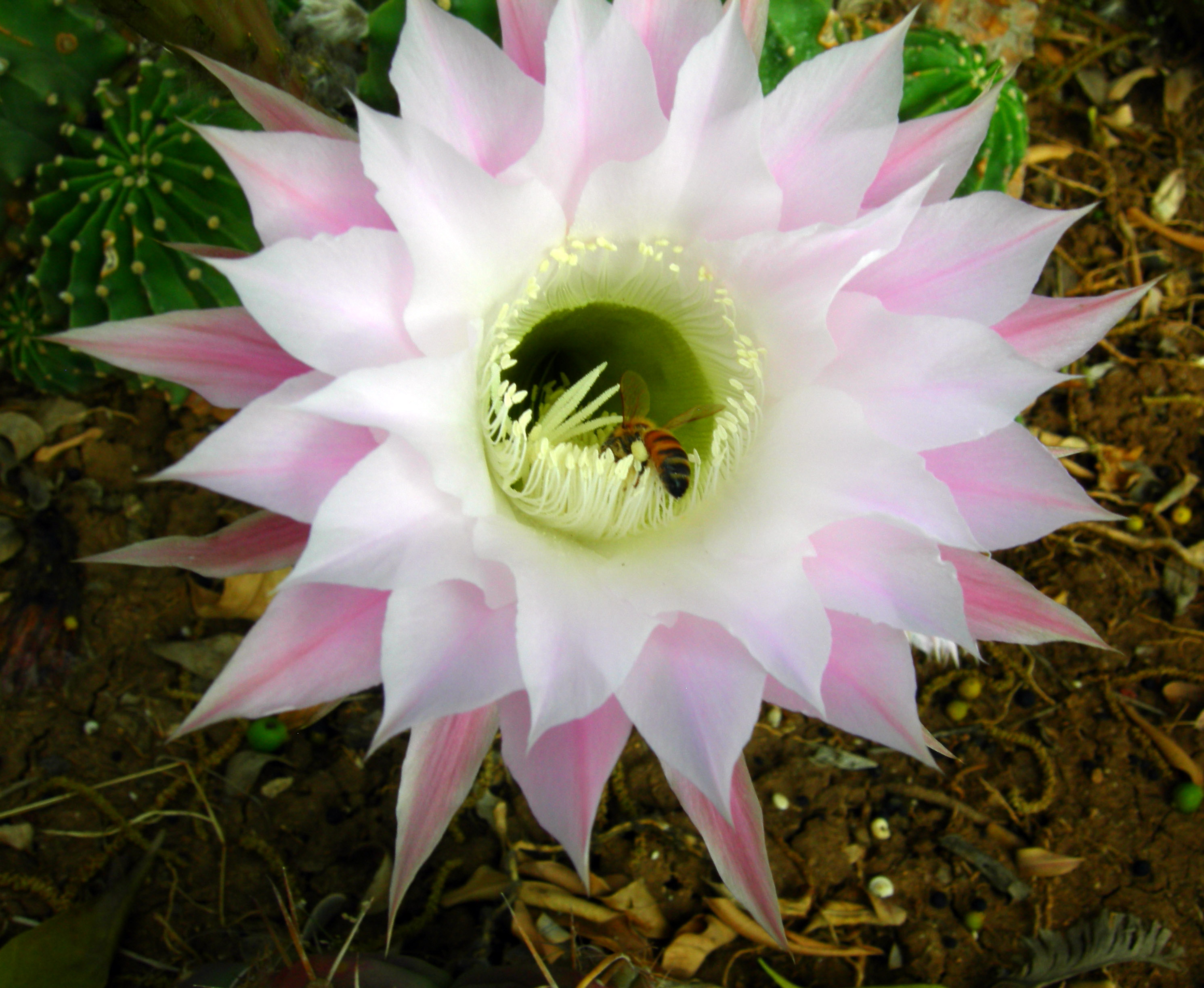
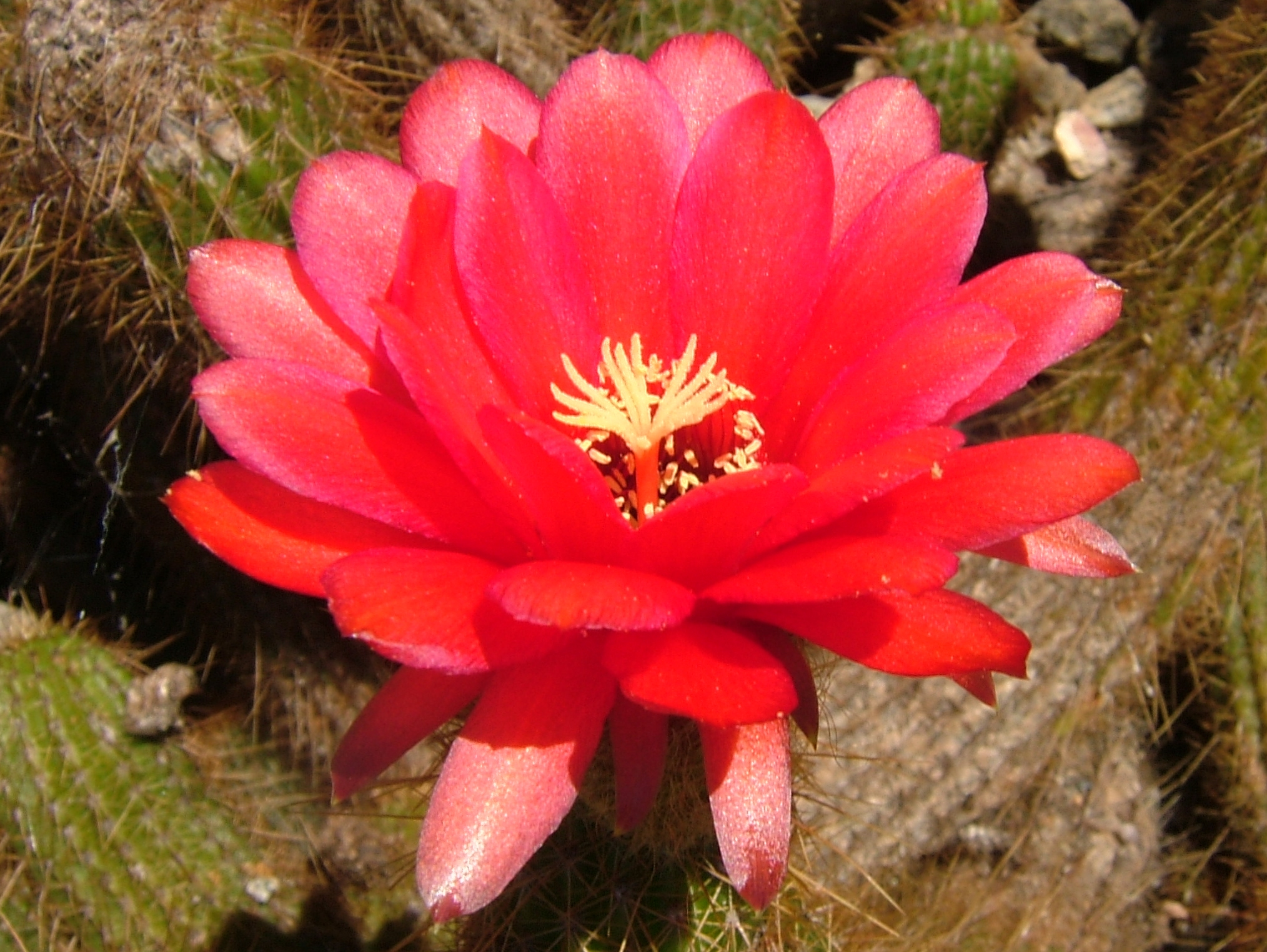
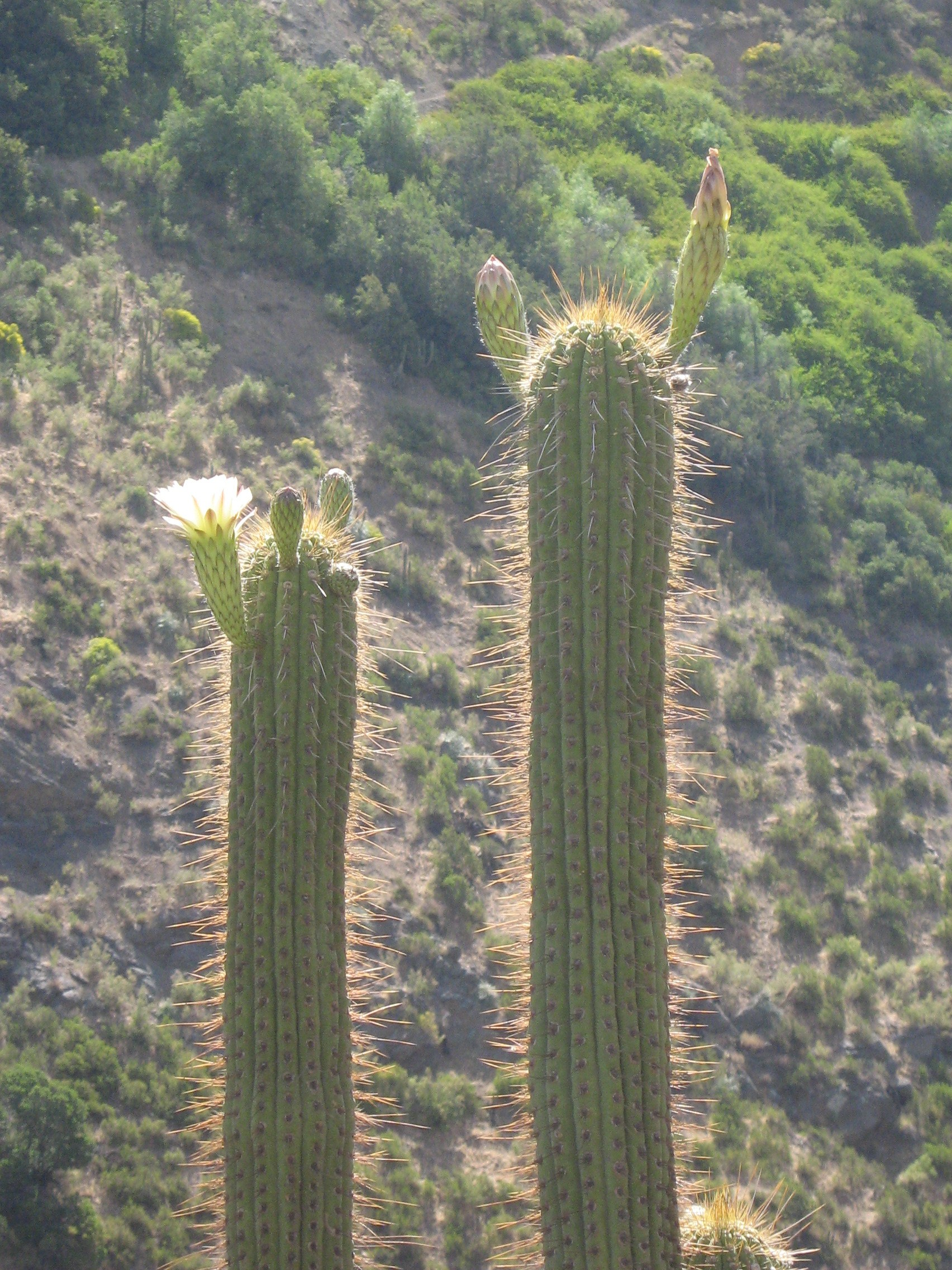
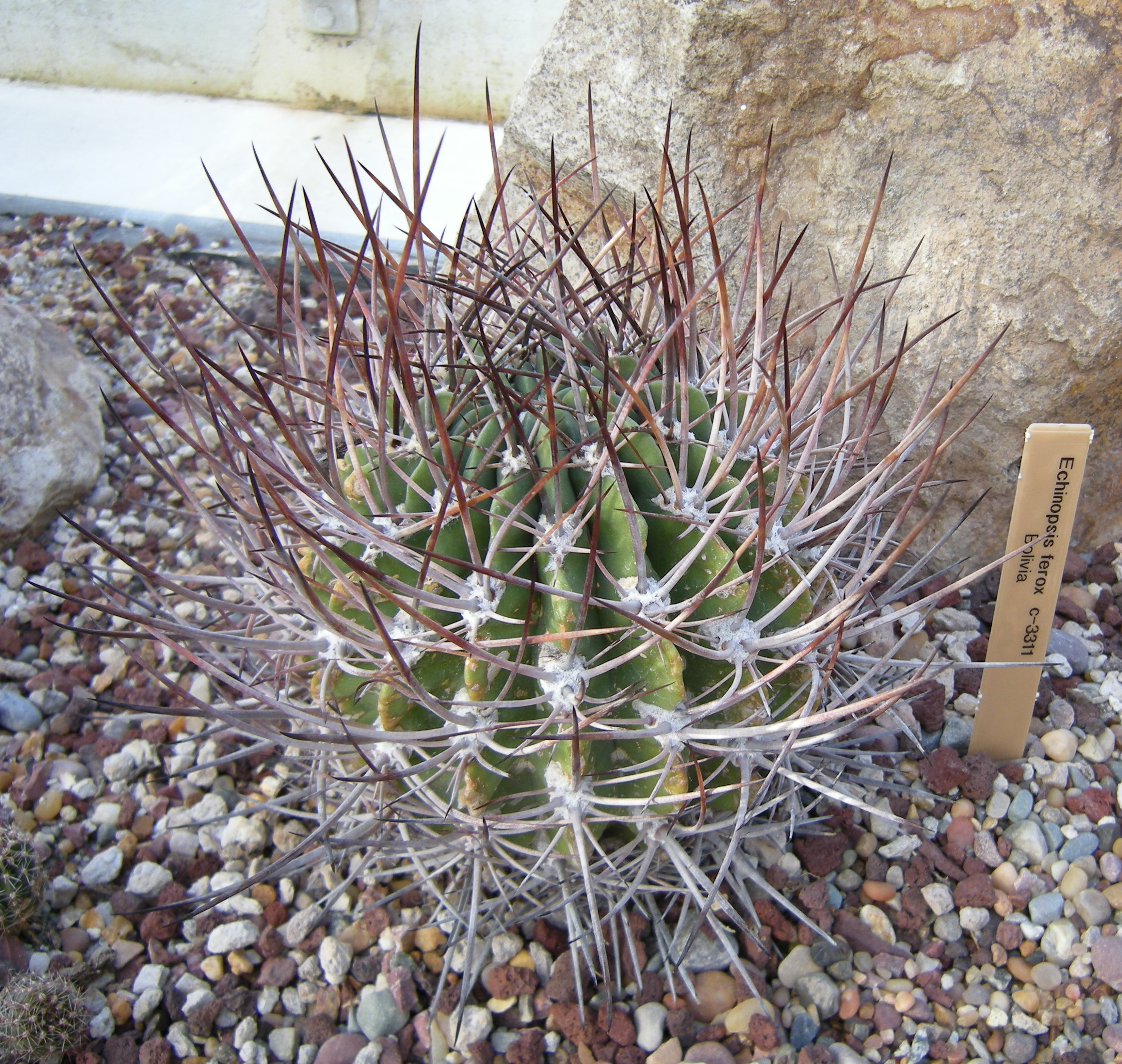
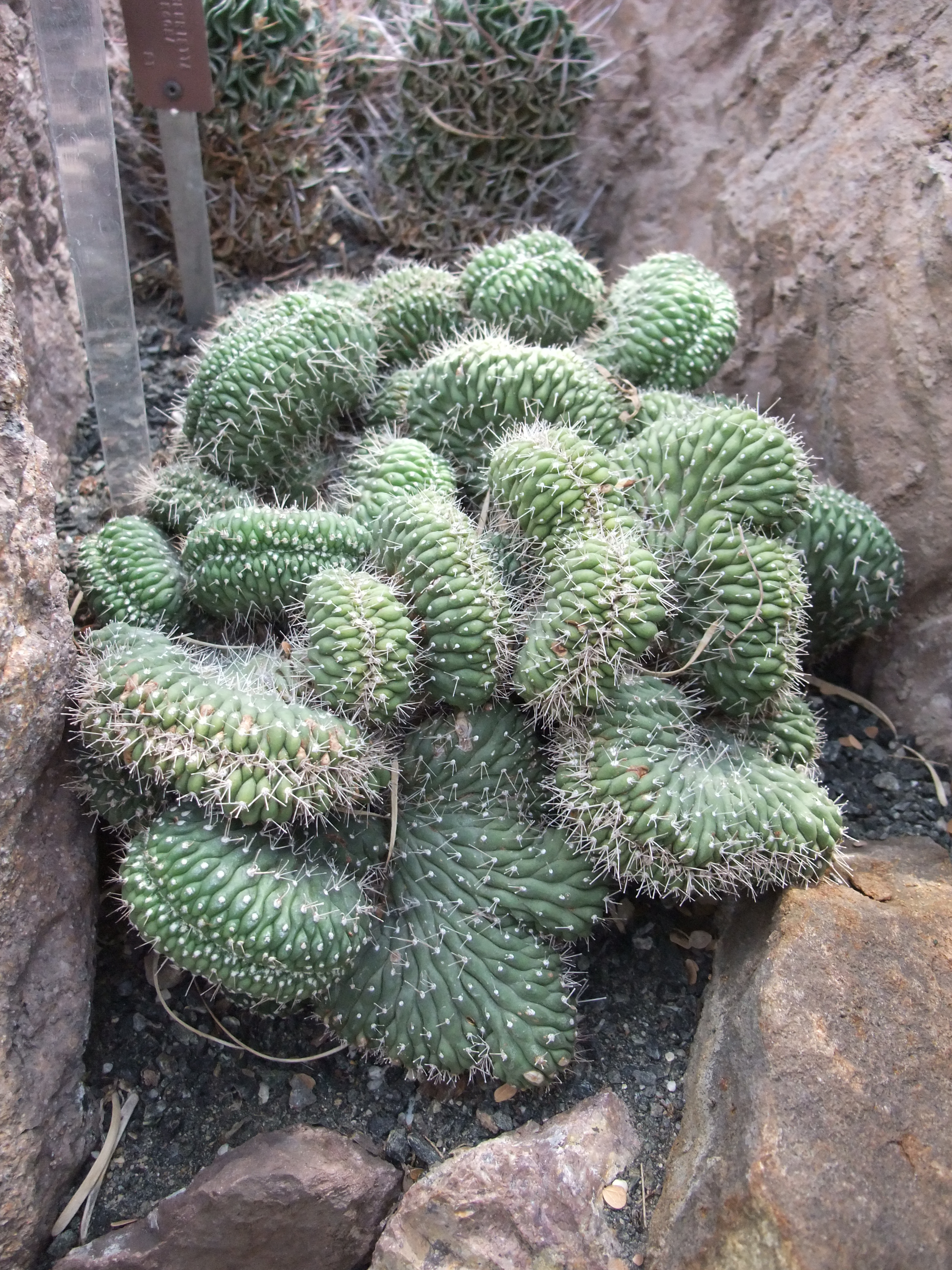
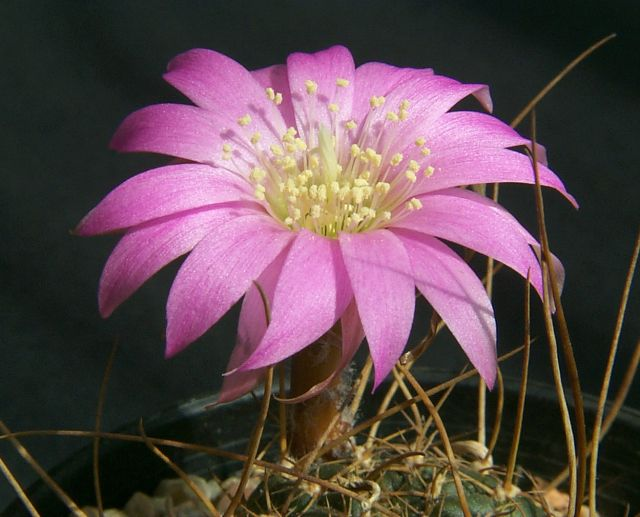
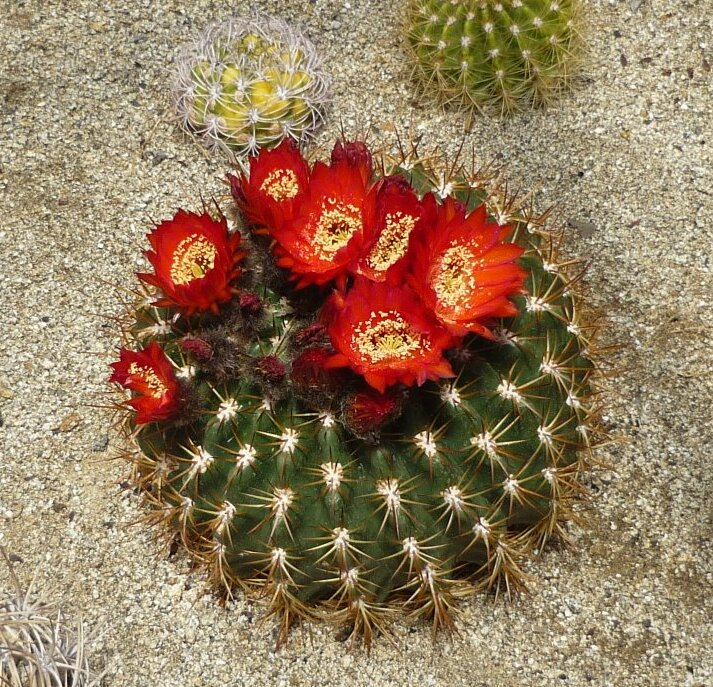
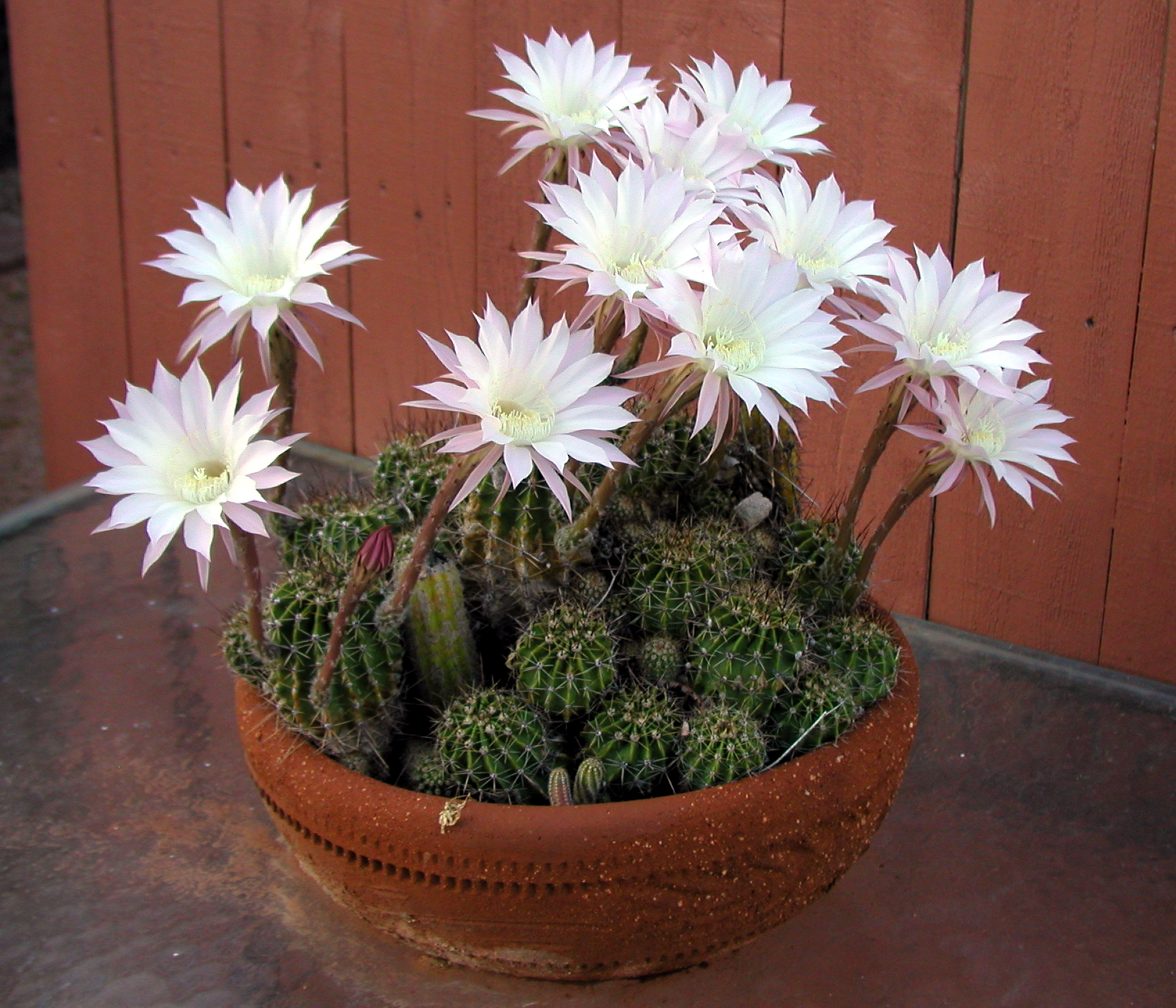
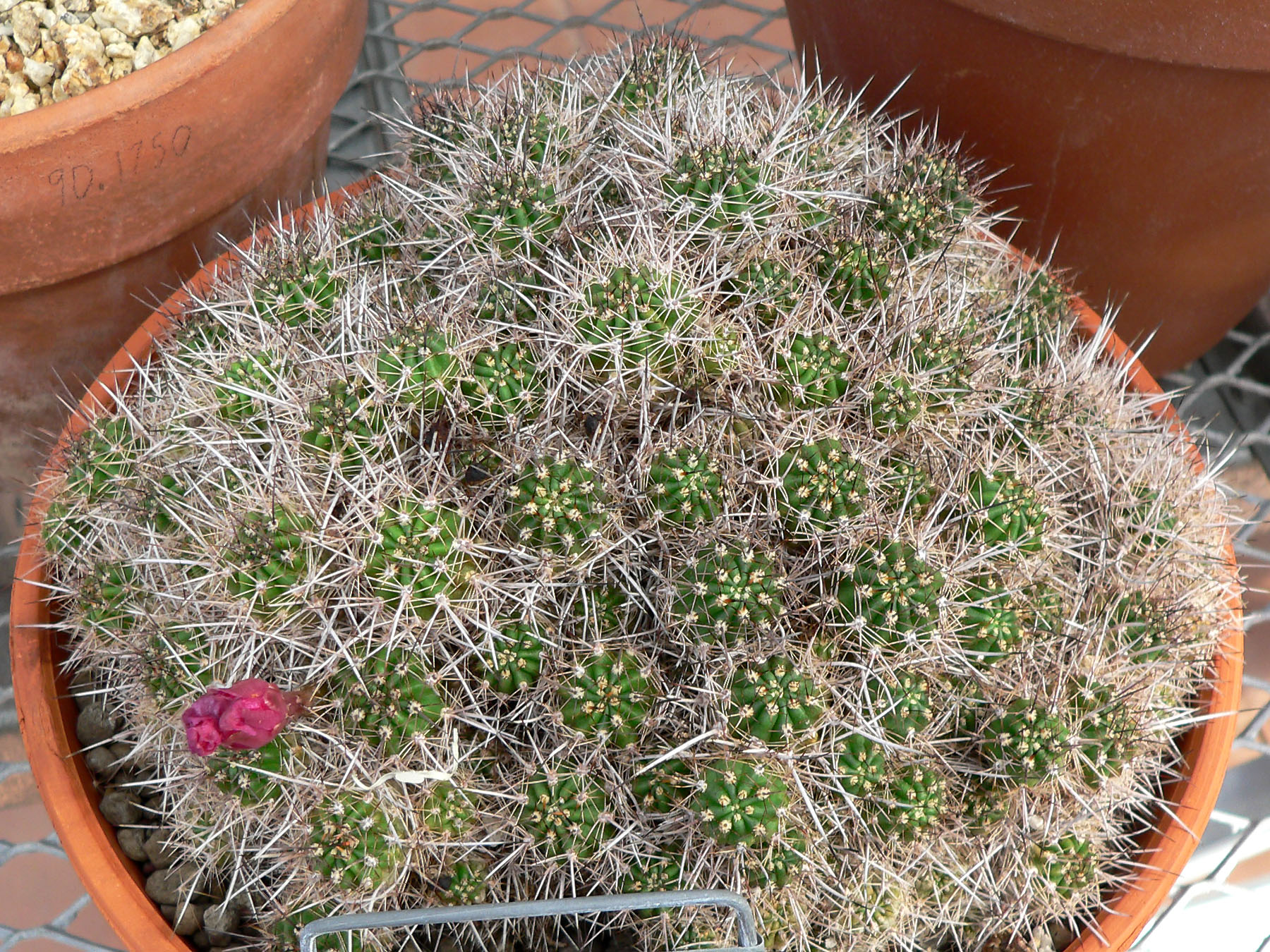